# U-flak
U-flak – zbiorcza nazwa dla kilku niemieckich okrętów podwodnych z okresu II wojny światowej przystosowanych do walki z jednostkami powietrznymi. U-Boot-Waffe posiadała łącznie cztery takie okręty należące do typu VIIC – U-441, U-256, U-621 i U-953; trzy kolejne (U-211, U-263, U-271) nie zostały całkowicie przebudowane. Ostatecznie koncepcja okazała się nieskuteczna i jednostki przebudowano na konwencjonalne okręty podwodne.
Niemcy eksperymentowali z różnymi modyfikacjami kiosku i dodawaniem artylerii przeciwlotniczej, dlatego część źródeł podaje wyższą liczbę przeciwlotniczych U-Bootów.

## Założenia i doktryna
Alianckie lotnictwo dominowało nad wodami Zatoki Biskajskiej zatapiając tam dużą ilość niemieckich okrętów; rejon ten nazywany był „zatoką śmierci”. Ze względu na obecność radaru niskich częstotliwości w alianckich samolotach, którego nie były w stanie wykryć ówczesne niemieckie detektory fal radarowych, U-Booty były zaskakiwane i często nie zdążyły się całkowicie zanurzyć przed atakiem stając się bardzo łatwym celem dla lotnictwa. BdU w pewnym momencie nakazało nawet pozostać na powierzchni i nawiązać walkę z samolotami; jednak część historyków (m.in. Blair) uważa, że spowodowało to jeszcze większy wzrost strat.
Innym sposobem walki była doktryna grupowej obrony, według której okręty miały przechodzić przez zatokę na powierzchni w dużych grupach przy pełnej prędkości – każdy okręt stanowiło kilka dodatkowych karabinów maszynowych. Rozwinięciem tej koncepcji były jednostki typu U-flak które miały eskortować te grupy oraz umożliwić pozostałym U-Bootom swobodne zanurzenie poprzez skupienie ataku na sobie.
Silniejsze i liczniejsze karabiny maszynowe wraz z osłonami chroniącymi strzelców (których nie miały inne U-Booty) znacznie pogorszyły sterowność oraz prędkość podczas poruszania się pod wodą.

## Zastosowanie bojowe
Okręty tego typu odbyły łącznie sześć misji bojowych w których zniszczyły jeden lub dwa alianckie samoloty. Przyczyną niepowodzenia była zmiana doktryny przez lotnictwo Aliantów – na metodę „grupowej obrony” zastosowali taktykę „grupowego ataku”. Pojedynczy samolot po wykryciu wroga wzywał inne i czekał, a po pewnym czasie rozpoczynano skumulowany atak. Niezależnie jak silne wyposażenie przeciwlotnicze miały U-Booty, nie były one w stanie przeciwstawić się kilkunastu samolotom wroga.
Drugą przyczyną było naprowadzanie na takie grupy U-Bootów zespołów niszczycieli.
Z tego powodu BdU wycofało się z eksperymentu i przebudowało U-flak na konwencjonalne okręty bojowe.
| Data                      | U-Booty             | Cel misji                                                       | Rezultaty |
| maj 1943                  | U-441               | Eskorta przez Zatokę Biskajską                                  | Okręt zaatakowany przez lotnictwo – zestrzelenie jednego samolotu; U-Boot uszkodzony; 1 ranny |
| lipiec 1943               | U-441               | Eskorta przez Zatokę Biskajską                                  | Okręt zaatakowany przez lotnictwo – U-Boot poważnie uszkodzony; 10 zabitych i 13 rannych |
| Sierpień-wrzesień 1943    | U-621               | Eskorta przez Zatokę Biskajską                                  | Brak kontaktu z lotnictwem |
| Październik 1943          | U-256, U-271        | Ochrona przeciwlotnicza obszaru bunkrowania na północ od Azorów | U-256 zaatakowany 8 października o 3:34 – atakujący samolot został trafiony. U-271 zaatakowany 21 października. 1 osoba zginęła. 16 listopada U-256 został zaatakowany ponownie, udało mu się jednak trafić samolot i wykonał zanurzenie alarmowe. |
| Październik-listopad 1943 | U-953               | Eskorta przez Zatokę Biskajską                                  | Brak kontaktu z lotnictwem |
| Październik-listopad 1943 | U-441, U-211, U-953 | Operacje przeciwko konwojom MKS 28 oraz MKS 29                  | Utrata U-211 (zniszczony przez lotnictwo) 19 listopada 1943 |